# Assedi di Nagashima
Gli Assedi di Nagashima (長島一向一揆?, Nagashima Ikkō-ikki) avvennero nel 1571, 1573 e 1574 e fecero parte della campagna di Oda Nobunaga contro gli Ikkō-ikki durante il periodo Sengoku.
Nagashima, nella provincia di Owari, era la posizione di una serie di fortezze di un'isola fluviale e di opere difensive costruite dagli Ikki che circondava il monastero di Ganshō-ji e che comprendeva il castello di Nagashima che avevano precedentemente conquistato. Oda Nobunaga attaccò tre volte nell'arco di quattro anni prima di distruggere l'intera fortezza. Questi assedi furono centemporanei all'assedio di Nobunaga durato undici anni contro la primaria fortezza degli Ikki, l'Ishiyama Hongan-ji.

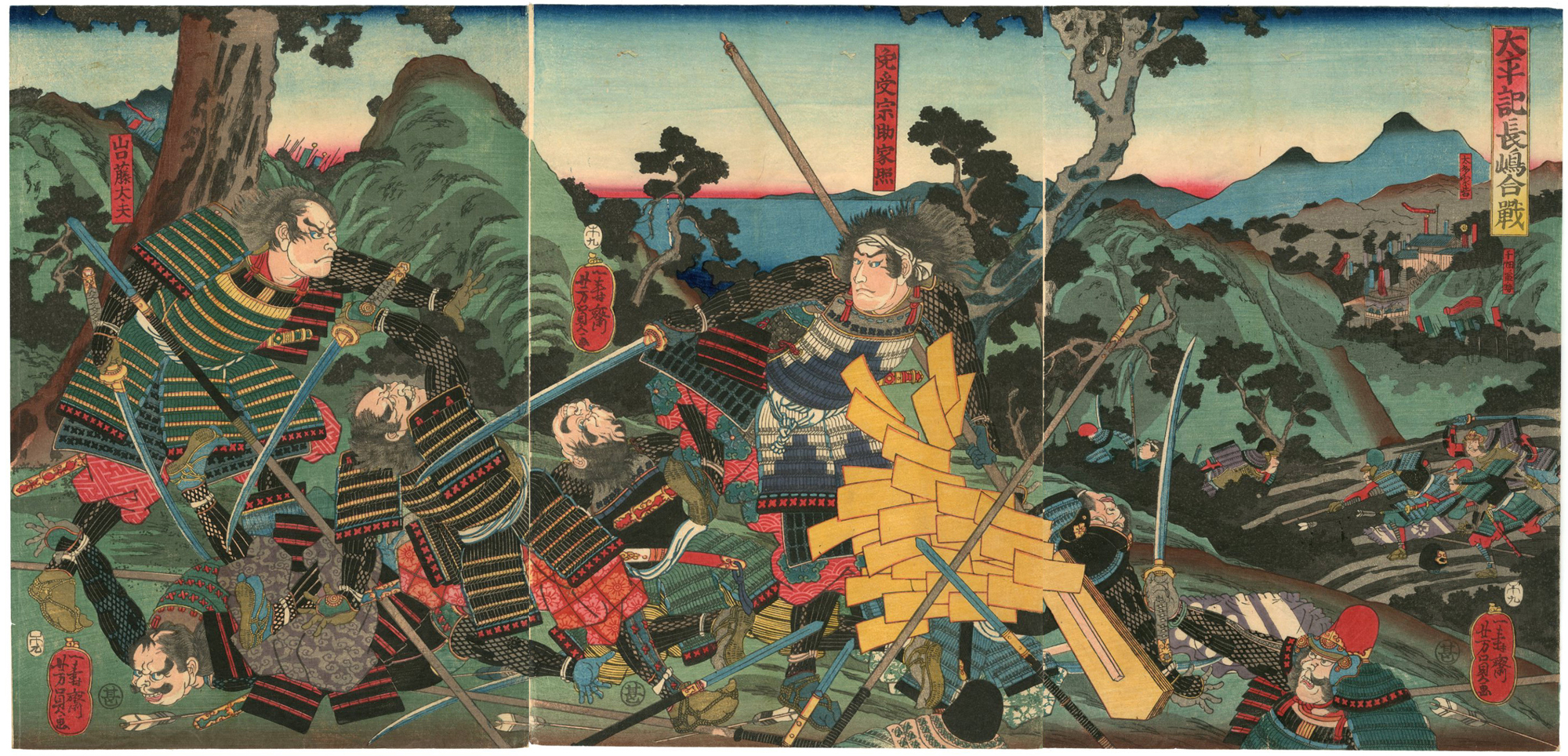
Battaglia di Nagashima

## Primo assedio di Nagashima (1571)
Gli uomini di Nobunaga si accamparono a Tsushima, a nordest di Nagashima, il 16 maggio 1571. Separati dalla fortezza Ikki da un fiume poco profondo ma molto largo, i comandanti Sakuma Nobumori e Shibata Katsuie pianificarono il loro assalto contro le vicine "wajū", piccole comunità insulari da cui potevano essere lanciati attacchi a Ganshō-ji. Queste isole erano difese dalle inondazioni da una serie complessa di dighe.
Le forze di Nobunaga attaccarono attraverso il fiume, ma i loro cavalli rimasero bloccati nel fango molle del fondo del fiume. I samurai che riuscirono a trascinarsi a riva mentre erano sotto il fuoco nemico furono ulteriormente rallentati dalle corde allungate sui pali, che fecero inciampare ulteriormente i loro cavalli. Molti annegarono quando i difensori aprirono una diga e allagarono l'area. Katsuie stesso fu ferito e molti samurai furono persi; questo primo tentativo fu un netto fallimento per Nobunaga. I suoi uomini riuscirono a incendiare alcuni villaggi mentre si ritiravano .

## Secondo assedio di Nagashima (1573)
Nobunaga tornò sulla questione di Nagashima nel luglio 1573 con una forza considerevole, in gran parte reclutata dalla provincia di Ise e contenente un buon numero di archibugi. Il suo fervore era stato rinnovato da una campagna riuscita contro i monaci guerrieri del monte Hiei. I suoi comandanti Sakuma Nobumori e Hashiba Hideyoshi guidarono una forza diversiva che attaccava da ovest, mentre Nobunaga sperava che la sua stessa forza si portasse in avanti dietro gli artiglieri .
Sfortunatamente, nonostante la fama che Nobunaga avrebbe in seguito ricevuto per le sue tattiche da arma da fuoco, questa battaglia sarebbe diventata uno dei suoi più famosi fallimenti. Un temporale colpì l'area proprio mentre stava per iniziare la battaglia. La pioggia rese inutile il 90% degli archibugi e lasciò i suoi uomini in una posizione difensiva terribilmente debole. Le truppe Ikkō-ikki immediatamente contrattaccarono. Anche loro erano noti per la loro esperienza con le armi da fuoco, e i loro archibugi furono coperti durante la tempesta. Gli Ikki iniziarono a sparare non appena la pioggia cessò, e arrivarono addirittura vicini ad uccidere Nobunaga. Cadde all'indietro, tentando di riportare i suoi artiglieri in linea ancora una volta, ma poi fu costretto a ritirarsi.
La forza diversiva, nel frattempo, guidata da Takigawa Kazumasu, catturò il castello di Yata, all'estremità meridionale del complesso di Nagashima, ma anche loro furono costretti a ritirarsi dopo un contrattacco degli Ikki.

## Terzo assedio di Nagashima (1574)
Nel 1574 Oda Nobunaga riuscì finalmente a distruggere Nagashima, una delle principali fortezze degli Ikkō-ikki che furono tra i suoi più acerrimi nemici.
Una flotta di navi guidate da Kuki Yoshitaka bloccò e bombardò la zona, usando frecce di fuoco e cannonate contro le torri di guardia di legno degli Ikki. Questo blocco e il supporto navale permisero a Nobunaga di conquistare i forti esterni di Nakae e Yanagashima, che a sua volta gli permisero di controllare l'accesso ad ovest del complesso per la prima volta.
Alla fine i difensori furono costretti a fronteggiare un attacco da tre direzioni, nei monasteri fortificati di Ganshō-ji e Nagashima. Le forze degli Ikkō-ikki contavano circa 20 000 monaci guerrieri e furono completamente isolati da fonti esterne di cibo, acqua e altre forniture. Con il peggioramento della loro situazione nel luglio e nell'agosto del 1574, gli alleati degli Ikki videro perse anche le prospettive di alleviare l'assedio.
Gli uomini di Nobunaga costruirono un muro di legno da una fortezza all'altra, isolando completamente gli Ikkō-ikki dall'esterno. Una grande palizzata di legno fu costruita e poi incendiata, con la conseguente distruzione completa dell'intero complesso della fortezza; nessuno sopravvisse.